# Someș
Someș (ungarsk: Szamos) er en flod, der har sit udspring i Transsylvanien, hvor Someșul Mare og Someșul Mic (Stor Someș og Lille Someș) mødes ved byen Dej. Derefter strømmer floden vestpå ind i Ungarn, hvor den flyder sammen med floden Tisza, som selv er en biflod af Donau.
47°08′41″N 23°54′48″Ø / 47.1447°N 23.9133°Ø